# Mehrgarh
Mehrgarh, Mehrgahr, Merhgarh of Merhgahr was een oude nederzetting in Zuid-Azië en is een van de belangrijkste sites in de archeologie voor het onderzoek naar de eerste neolithische nederzettingen in die streek, behorend tot de Indusbeschaving. De resten bevinden zich in Beloetsjistan in Pakistan, op de Kachivlakte (de spellingen Kacchi en Katchi komen ook voor) en dicht bij de Bolanpas, ten westen van het Indusrivierdal en tussen de huidige steden Quetta, Kalat en Sibi.
Mehrgarh wordt soms de oudste bekende boerennederzetting in Zuid-Azië genoemd op basis van archeologische opgravingen uit 1974 (Jarrige et al). De oudste bewijzen voor bewoning dateren van 7000 v.Chr. Het wordt ook beschouwd als de oudste nederzetting in Zuid-Azië die keramiek kende. Archeologen verdelen de bewoningsgeschiedenis in een aantal perioden.
De Indus zou in het Pleistoceen in dit gebied hebben gestroomd, een stuk westelijker dan in moderner tijden. De bewoningslagen liggen niet als in een tell bovenop elkaar, maar verschuiven richting het zuiden.
De chalcolithische bewoners van Mehrgarh onderhielden ook contacten met Afghanistan, Iran en zelfs met het zuiden van Centraal-Azië.

## Mehrgarh Periode I
Mehrgarh Periode I 7000-5500 v.Chr. was neolithisch en kende nog geen aardewerk. De landbouw kwam in dit akeramisch neolithicum tot ontwikkeling door semi-nomadisch levende mensen die planten zoals tarwe en gerst gebruikten naast dieren zoals schapen, geiten en runderen. De gevonden dierlijke resten waren echter vooral van wild, zodat de jacht nog zeer belangrijk moet zijn geweest.
De nederzetting bestond uit eenvoudige van ongebakken klei gemaakte bouwsels met vier vertrekken. Er zijn veel graven gevonden met veel grafgiften zoals manden, van steen of been gemaakte gereedschappen, kralen, armbanden, hangers en soms dieroffers. Mannen kregen meer grafgiften mee dan vrouwen. Ornamenten van schelpen, kalksteen, turkoois, lapis lazuli, zandsteen en gepolijst koper zijn aangetroffen naast eenvoudige beeldjes van vrouwen en dieren. In een graf is een geslepen stenen bijl gevonden en bovengronds zijn er nog meer gevonden. Dit zijn de eerste geslepen stenen bijlen uit een gestratificeerde context in Zuid-Azië.

## Mehrgarh Periode II
Mehrgarh Periode II 5500-4800 v.Chr. was neolithisch en keramisch. Er zijn duidelijke bewijzen gevonden voor nijverheid en de toepassing van geavanceerde technieken. Er werden geglazuurde faience kralen gemaakt en figuurtjes van terracotta werden veel gedetailleerder. Vrouwenbeeldjes werden met verf versierd en hadden een gevarieerde haarstijl en uiteenlopende ornamenten. Er zijn twee graven uit Periode II gevonden waar het lichaam bedekt was met rode oker. Er werden steeds minder grafgiften meegegeven en het werden steeds meer ornamenten. Een andere ontwikkeling was dat vrouwen steeds meer grafgiften kregen. De eerste zegelstempels verschijnen, gemaakt van terracotta of been en met geometrische ontwerpen. Men gebruikte onder andere boren van steen of koper, ovens met een opwaartse luchtstroom, ovens in kuilen en smeltkroezen voor koper. Bovendien is er bewijs voor handel met verre landen in Periode II: een belangrijke aanwijzing daarvoor was de ontdekking van uit Badakshan afkomstige kralen van lapis lazuli.
In deze periode zijn er minder resten gevonden van wild en nam het aandeel rundvee toe. Aan het einde van deze periode nam het aantal schapen en geiten toe.

## Merhgarh Periode III
Merhgarh Periode III van 4800-3500 v.Chr., de Togaufase, kende grote veranderingen. Het was de eerste chalcolithische periode en kende massaproductie van aardewerk. Ook nam het aandeel wild toe, zodat er meer gejaagd zal zijn.

## Mehrgarh Periode IV en Periode V
In deze periode (3600-3200 v.Chr.). trad er een verdere ontwikkeling op in landbouw en ambachten. De verblijven werd ook groter en het aardewerk was beter gedecoreerd.

## Mehrgarh Periode VI

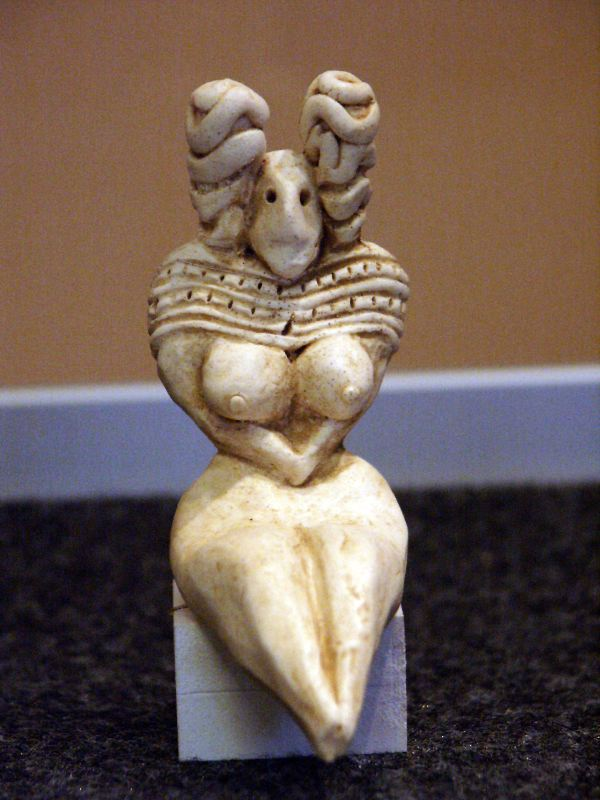
Vrouwelijke figurine uit Mehrgarh

Tijdens deze periode (3200-2600 v.Chr.) ontstond rood aardewerk met afbeeldingen van pipal, bodhibladeren. Vergelijkbaar aardewerk in de omgeving suggereert interactie met andere nederzettingen. Onderscheidend voor deze periode zijn vrouwelijke figurines.

## Mehrgarh Periode VII

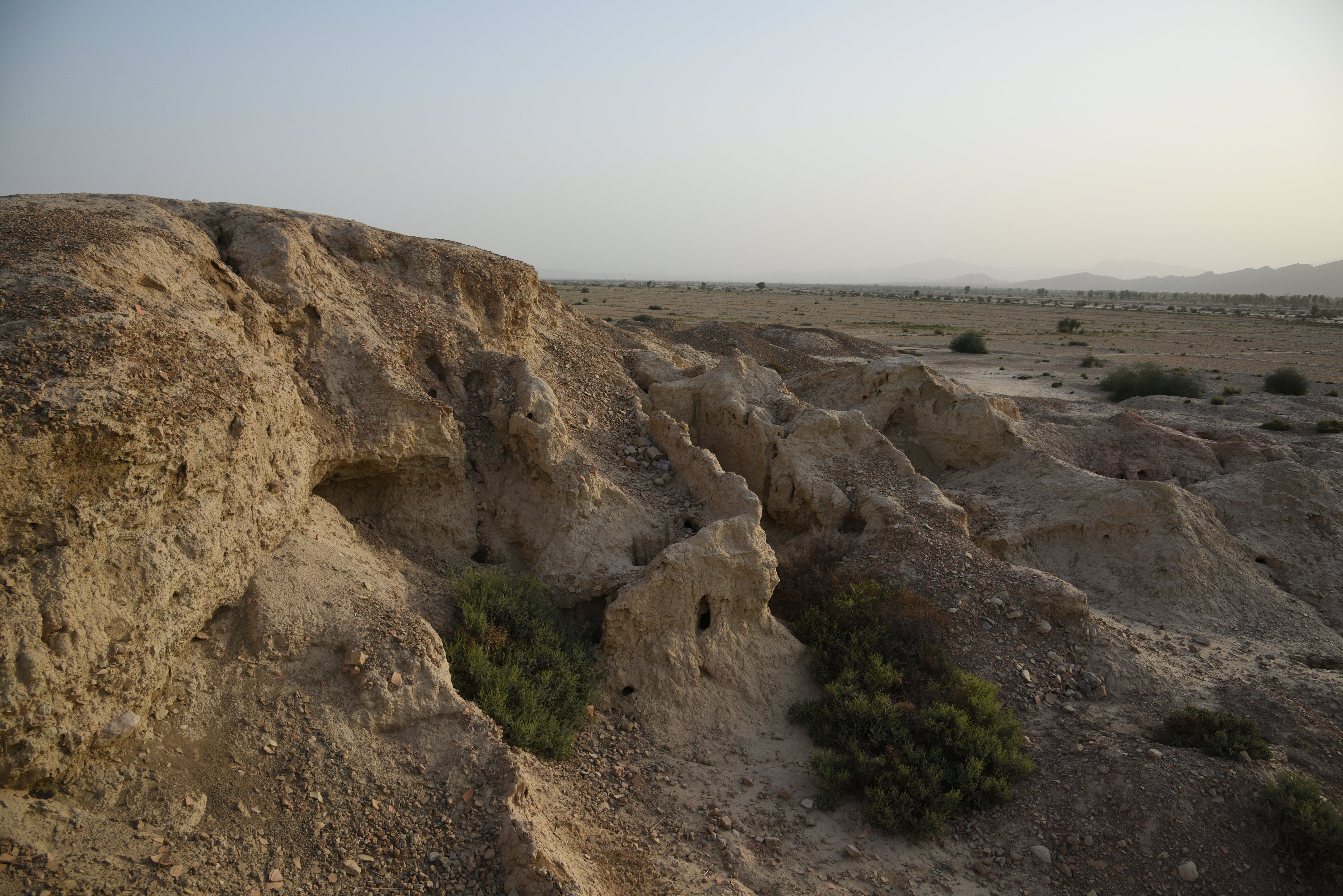
Mehrgarh, Baloetsjistan, Pakistan

In deze periode zijn vazen van het type Kot Diji gevonden en andere artefacten die duiden op banden met de Indusbeschaving, al lijkt de invloed beperkt.
Ergens tussen 2600 en 2000 v.Chr. lijkt de stad verlaten te zijn. Dat gebeurde tijdens de bloeifase van de Indusbeschaving. Het is mogelijk dat de inwoners van Mehrgarh naar het vruchtbare Indusdal trokken toen Beloetsjistan als gevolg van klimaatsverandering steeds droger werd.